# Dipcadi minor
Dipcadi minor är en sparrisväxtart som beskrevs av Joseph Dalton Hooker. Dipcadi minor ingår i släktet Dipcadi och familjen sparrisväxter. Inga underarter finns listade i Catalogue of Life.